# Vitray (Allier)
Pour les articles homonymes, voir Vitray.
Vitray est une ancienne commune française, située dans le département de l'Allier en région Auvergne-Rhône-Alpes.

## Géographie
Une partie de la forêt de Tronçais couvre la moitié de la commune.

## Histoire
Le 1er janvier 2017, elle fusionne avec Meaulne pour former la commune nouvelle de Meaulne-Vitray.

## Politique et administration
| Période                                  | Période          | Identité                  | Étiquette | Qualité                                          |
| ---------------------------------------- | ---------------- | ------------------------- | --------- | ------------------------------------------------ |
| Les données manquantes sont à compléter. |                  |                           |           |                                                  |
| 1945                                     | ?                | Henri Beaupin             | PCF       | Menuisier, ancien conseiller d'arrondissement    |
| ?                                        | 1989             | Marcel Daffy              | PCF       |                                                  |
| mars 2001                                | mars 2008        | Jacqueline Damour         |           |                                                  |
| mars 2008                                | avril 2014       | Robert Lamarque           |           |                                                  |
| avril 2014                               | 31 décembre 2016 | Louis de Caumont La Force | DVD       | Cadre retraité d'une entreprise de communication |

| Période          | Période          | Identité                  | Étiquette | Qualité                                          |
| ---------------- | ---------------- | ------------------------- | --------- | ------------------------------------------------ |
| 1er janvier 2017 | 2020             | Louis de Caumont La Force |           | Cadre retraité d'une entreprise de communication |
| 2020             | 1er juillet 2022 | Bernard Damoiseau         |           |                                                  |
| 11 juillet 2022  | En cours         | Brigitte Tourret          |           |                                                  |

La commune a la particularité de ne pas posséder de cimetière. Les habitants ont recours en général au cimetière de Meaulne.

## Démographie
L'évolution du nombre d'habitants est connue à travers les recensements de la population effectués dans la commune depuis 1793. À partir du 1er janvier 2009, les populations légales des communes sont publiées annuellement dans le cadre d'un recensement qui repose désormais sur une collecte d'information annuelle, concernant successivement tous les territoires communaux au cours d'une période de cinq ans. 
Pour les communes de moins de 10 000 habitants, une enquête de recensement portant sur toute la population est réalisée tous les cinq ans, les populations légales des années intermédiaires étant quant à elles estimées par interpolation ou extrapolation. Pour la commune, le premier recensement exhaustif entrant dans le cadre du nouveau dispositif a été réalisé en 2007,.
En 2014, la commune comptait 101 habitants, en évolution de −15,83 % par rapport à 2009 (Allier : +0 %, France hors Mayotte : +2,49 %).
| 1793 | 1800 | 1806 | 1821 | 1831 | 1836 | 1841 | 1846 | 1851 |
| ---- | ---- | ---- | ---- | ---- | ---- | ---- | ---- | ---- |
| 300  | 214  | 277  | 294  | 322  | 319  | 321  | 323  | 353  |

| 1856 | 1861 | 1866 | 1872 | 1876 | 1881 | 1886 | 1891 | 1896 |
| ---- | ---- | ---- | ---- | ---- | ---- | ---- | ---- | ---- |
| 332  | 345  | 349  | 349  | 372  | 386  | 397  | 430  | 401  |

| 1901 | 1906 | 1911 | 1921 | 1926 | 1931 | 1936 | 1946 | 1954 |
| ---- | ---- | ---- | ---- | ---- | ---- | ---- | ---- | ---- |
| 364  | 374  | 359  | 276  | 274  | 266  | 256  | 224  | 251  |

| 1962 | 1968 | 1975 | 1982 | 1990 | 1999 | 2007 | 2012 | 2014 |
| ---- | ---- | ---- | ---- | ---- | ---- | ---- | ---- | ---- |
| 208  | 194  | 149  | 137  | 133  | 130  | 120  | 105  | 101  |

## Culture locale et patrimoine

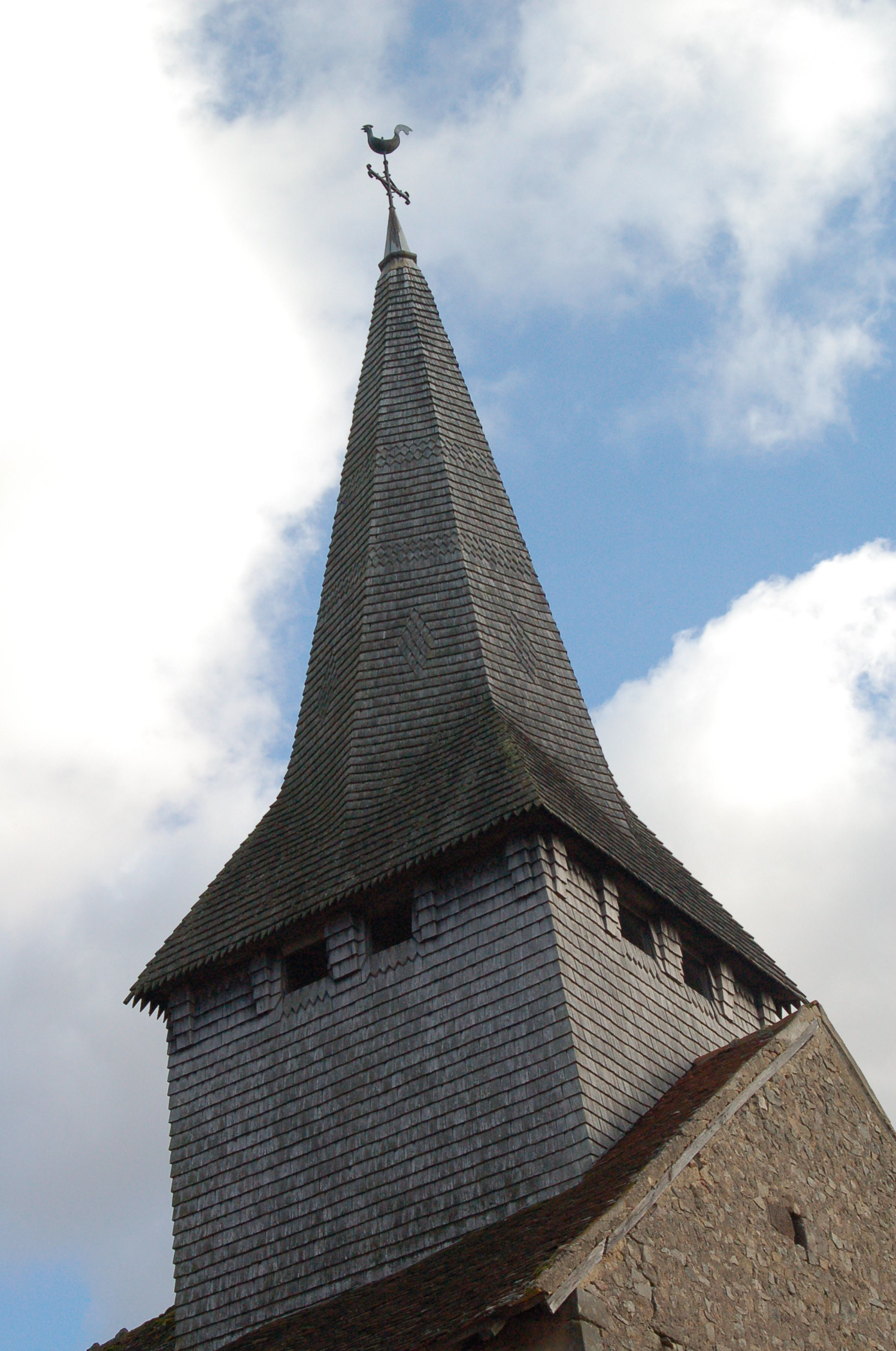
Clocher de l'église

### Lieux et monuments
- Église Saint-Éloi du XIIe et XVIIe siècles possédant un clocher entièrement en bardeau ; elle fait l’objet d’une inscription au titre des monuments historiques depuis le 2 juin 1976[7].
- Forêt de Tronçais

### Personnalités liées à la commune
- Jean Gilbert Berthomier de la Villette (1742-1835), député aux États généraux de 1789, maire de Vitray.

### Héraldique
|  | Les armes de la commune se blasonnent ainsi : Écartelé au 1er et au 4e d’argent à la bande d’azur, au 2e de gueules à la tête de loup arrachée d’argent, au 3e de gueules à saint Éloi d’argent. |